# انفجار ناقلة كيريكيري
انفجار ناقلة كيريكيري كان انفجار ناقلة نفط في كيريكيري أبابا الميناء الرئيسي لمدينة لاغوس عاصمة نيجيريا، الواقعة في غرب جزيرة لاغوس.

تم الإبلاغ عن وقوع الحادث في 7 يناير 2014 عندما اصطدمت ناقلة محملة بحوالي 33.000 لتر من البنزين بمركبات متوقفة. أدى تسرب البنزين إلى انفجار أدى إلى مقتل حوالي 15 شخصًا وإصابة عدد آخر بجروح خطيرة. وتأثر بنك الجنيه الاسترليني، واحترق جهاز صراف آلي واحد و11 سيارة و60 متجرًا أيضًا. وأكد المتحدث باسم الوكالة الوطنية لإدارة الطوارئ للمنطقة الجنوبية الغربية إبراهيم فارينلوي الحادث.